# Toxonprucha strigalis
Toxonprucha strigalis là một loài bướm đêm trong họ Erebidae.